# 瓦克伊
瓦克伊（法語：Vascœuil，法語發音：[vakœj]）是法国厄尔省的一个市镇，位于该省北部偏东，属于莱桑德利区。

## 地名
该地名“Vascœuil”发音为[vakœj]，字母“s”不发音，《世界地名翻译大辞典》与《世界地名译名词典》将其误译作“瓦斯克伊”。

## 地理
瓦克伊（49°26'41"N, 1°22'38"E）面积7.39 平方千米，位于法国诺曼底大区厄尔省，该省份为法国北部内陆省份，北起滨海塞纳省，西接奧恩省和卡爾瓦多斯省，南至厄尔-卢瓦省，东临瓦兹省、瓦兹河谷省和伊夫林省。
与瓦克伊接壤的市镇（或旧市镇、城区）包括：昂代勒河畔克鲁瓦西、昂代勒河畔埃尔伯夫。
瓦克伊的时区为UTC+01:00、UTC+02:00（夏令时）。

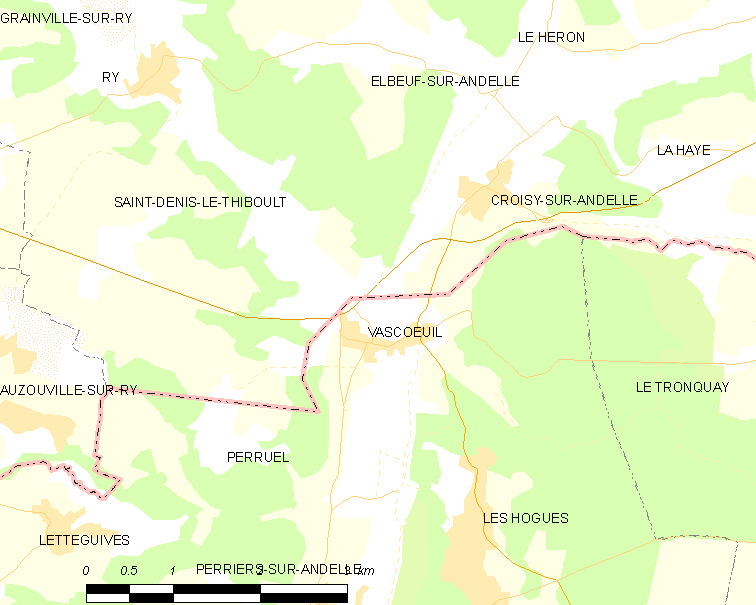
瓦克伊的OSM定位图

## 行政
瓦克伊的邮政编码为27910，INSEE市镇编码为27672。

## 政治
瓦克伊所属的省级选区为昂代勒河畔罗米伊县。

## 人口

1962-2008年间瓦克伊人口变化图示

瓦克伊于2022年1月1日时的人口数量为322人。